# 1951–1952-es spanyol labdarúgó-bajnokság (első osztály)
A La Liga 1951-52-es szezonja volt a bajnokság huszonegyedik kiírása. A bajnokságban 16 csapat vett részt, a győztes az FC Barcelona lett. Ez volt a klub ötödik bajnoki címe.

## Résztvevők
| - Atlético Bilbao - Atlético de Madrid - Atlético Tetuán - CF Barcelona - RC Deportivo de La Coruña - RCD Español - Celta de Vigo - Real Gijón |  | - Real Madrid CF - Racing de Santander - Real Sociedad - Sevilla CF - UD Las Palmas - Valencia CF - Real Valladolid - Real Zaragoza |

## Végeredmény
| #  | Klub                      | M  | Gy | D  | V  | RG | KG | Pont | GK  | Megjegyzés |
| -- | ------------------------- | -- | -- | -- | -- | -- | -- | ---- | --- | ---------- |
| 1  | FC Barcelona              | 30 | 19 | 5  | 6  | 92 | 43 | 43   | +49 | Bajnok     |
| 2  | Atlético Bilbao           | 30 | 17 | 6  | 7  | 78 | 46 | 40   | +32 |            |
| 3  | Real Madrid CF            | 30 | 16 | 6  | 8  | 79 | 50 | 38   | +29 |            |
| 4  | Atlético de Madrid        | 30 | 16 | 5  | 9  | 80 | 57 | 37   | +23 |            |
| 5  | Valencia CF               | 30 | 15 | 5  | 10 | 68 | 51 | 35   | +17 |            |
| 6  | Sevilla CF                | 30 | 14 | 4  | 12 | 69 | 57 | 32   | +12 |            |
| 7  | RCD Español               | 30 | 14 | 4  | 12 | 69 | 62 | 32   | +7  |            |
| 8  | Real Valladolid           | 30 | 9  | 11 | 10 | 47 | 43 | 29   | +4  |            |
| 9  | Celta de Vigo             | 30 | 12 | 3  | 15 | 64 | 66 | 27   | -2  |            |
| 10 | Real Sociedad             | 30 | 11 | 4  | 15 | 60 | 59 | 26   | +1  |            |
| 11 | RC Deportivo de La Coruña | 30 | 10 | 5  | 15 | 46 | 70 | 25   | -24 |            |
| 12 | Real Zaragoza             | 30 | 10 | 5  | 15 | 54 | 73 | 25   | -19 |            |
| 13 | Real Gijón                | 30 | 10 | 5  | 15 | 49 | 75 | 25   | -26 |            |
| 14 | Real Santander            | 30 | 9  | 7  | 14 | 45 | 65 | 25   | -20 |            |
| 15 | UD Las Palmas             | 30 | 9  | 4  | 17 | 36 | 85 | 22   | -49 | Kiesett    |
| 16 | Atlético Tetuán           | 30 | 7  | 5  | 18 | 51 | 85 | 19   | -34 | Kiesett    |

## Góllövőlista
| Játékos                 | Gól | Csapat         |
| ----------------------- | --- | -------------- |
| Pahiño                  | 28  | Real Madrid CF |
| Kubala László           | 27  | CF Barcelona   |
| Manuel Hermida Losada   | 22  | Celta de Vigo  |
| César Rodríguez Álvarez | 21  | CF Barcelona   |

| Győztes                 |
| ----------------------- |
| FC Barcelona Ötödik cím |

## Külső hivatkozások
- LA LIGA 1951/1952
- Futbolme.com
- All rounds in La Liga 1951/52